# Dariusz Plewczyński
Dariusz Michał Plewczyński – polski naukowiec, profesor nauk ścisłych i przyrodniczych o specjalności bioinformatyka. Profesor uczelni w Centrum Nowych Technologii Uniwersytetu Warszawskiego.

## Życiorys
W 1995 ukończył studia magisterskie na Wydziale Fizyki Uniwersytetu Warszawskiego w zakresie fizyki teoretycznej. 25 czerwca 2001 obronił rozprawę doktorską pt. Dyfuzja po powierzchniach zakrzywionych w Instytucie Chemii Fizycznej Polskiej Akademii Nauk, a 25 czerwca 2012 uzyskał habilitację na podstawie pracy pt. Zastosowanie metod uczenia maszynowego i analizy danych w przewidywaniu funkcji biomolekuł w Instytucie Podstaw Informatyki PAN. 21 lipca 2020 otrzymał tytuł profesora w dziedzinie nauk ścisłych i przyrodniczych.
W latach 2002–2015 zatrudniony na stanowisku adiunkta, a następnie adiunkta habilitowanego w Laboratorium Bioinformatyki i Biologii Systemów w Interdyscyplinarnym Centrum Modelowania Matematycznego i Komputerowego UW. W latach 2011–2013 jako adiunkt, a następnie adiunkt habilitowany pracował na Wydziale Farmaceutycznym Warszawskiego Uniwersytetu Medycznego. Od 2015 profesor nadzwyczajny, a następnie profesor uczelni w Laboratorium Genomiki Funkcjonalnej i Strukturalnej Centrum Nowych Technologii UW. Jest także profesorem uczelni na Wydziale Matematyki i Nauk Informacyjnych Politechniki Warszawskiej, zatrudnionym w Zakładzie Systemów Przetwarzania Informacji.
Odbywał staże naukowe na Uniwersytecie Helsińskim (2005), Uniwersytecie Stanforda (2011) oraz Uniwersytecie Yale (2013–2014). Stypendysta Programu Fulbrighta.
Jest członkiem Polskiego Towarzystwa Bioinformatycznego, Polskiego Towarzystwa Fizycznego oraz International Society for Computational Biology.

## Wybrane publikacje
- Marcin Hoffmann, Dariusz Plewczyński, Maciej Kaźmierczyk (red.), Advances in molecular modeling, Poznań: BioInfoBank Institute, 2013, ISBN 978-83-937664-0-6 (ang.). Brak numerów stron w książce
- Z. Al-Bkhetan, D. Plewczyński, Three-dimensional Epigenome Statistical Model: Genome-wide Chromatin Looping Prediction, „Scientific Reports”, 2018, DOI: 10.1038/s41598-018-23276-8 (ang.).
- P. Szalaj, D. Plewczyński, Three-dimensional organization and dynamics of the genome, „Cell Biology and Toxicology”, 2018, DOI: 10.1007/s10565-018-9428-y (ang.).
- M. Łaźniewski i inni, The structural variability of the influenza A hemagglutinin receptor-binding site, „Briefings in Functional Genomics”, 2017, DOI: 10.1093/bfgp/elx042 (ang.).